# Adcock River
Der Adcock River ist ein Fluss im Norden des australischen Bundesstaates Western Australia. Er liegt in der Region Kimberley.

## Geografie
Der Fluss entspringt bei Qodesh in der Philips Range und fließt dann nach Südosten an den King Leopold Ranges entlang durch die Siedlungen Mount House und Kimberley, vorbei am Mount Clifton und am Mount Hamilton. Unterhalb Fitzroy Bluff und oberhalb der Dimond Gorge mündet der Adcock River in den Fitzroy River.

### Nebenflüsse mit Mündungshöhen
- Walch Creek – 251 m
- Throssell River – 199 m
- Annie Creek – 185 m[1]

## Geschichte
Als erster Europäer entdeckte Frank Hann 1898 den Fluss und benannte ihn nach den Brüdern Charles und William Adcock aus Derby. Hann erklärte: „Die Herren Adcock Bros aus Derby waren sehr freundlich zu mir und waren außerordentlich freigiebig in der wichtigen Frage der Versorgung mit Essensrationen.“

## Fischbestand
Fischarten, wie Tigerfische (Teraponidae), Grundeln (Gobiidae) und Schläfergrundeln (Eleotridae) findet man im Flusssystem.